# 那些要我死的人
是一部2021年美國現代西部動作驚悚片，由泰勒·謝里丹執導，麥可·柯瑞塔、查爾斯·萊維特和謝里丹共同編劇，故事改編自柯瑞塔的同名小說。主演包括安潔莉娜·裘莉、尼可拉斯·霍特、芬恩·利特、艾登·吉倫、梅迪納·桑戈爾、泰勒·派瑞、傑克·韋伯和強·柏恩瑟。
《那些要我死的人》由華納兄弟定於2021年5月14日美國上映，同日上線HBO Max。

## 剧情
汉娜·费柏是驻扎在蒙大拿州帕克县一火情瞭望塔的空降消防员。三年前未能在森林大火中救出被围困的三位男孩一事，经常萦绕在她心头。与此同时，法务会计师欧文·卡瑟利了解到上司和家人在一场有意为之的煤气爆炸事故中逝世，此时他正被兄弟档杀手帕特里克和杰克·布莱克威尔追杀。
卡瑟利认为自己必然会成为下一个目标，于是跑去找儿子康纳的舅舅、也是汉娜前男友兼副警长伊森·索耶处避避风头。路上，父子两人遭布莱克威尔兄弟埋伏，不得不离开大路，冒着枪火走下悬崖。欧文将布莱克威尔的老板、黑帮老大亚瑟·菲利普犯罪的证据交给康纳，要他赶紧跑，没过多久便中弹身亡。
伊森发现欧文车子的残骸。与此同时，汉娜巡逻时偶遇康纳，带他到瞭望塔寻求帮助。布莱克威尔遵照亚瑟的指示，前去猎杀欧文。为了分散警方注意力，两人在林中点燃发焰筒，引发熊熊大火。之后又到伊森家，希望找到康纳的身影，但只见到伊森的孕妻艾莉森。艾莉森猛烈回击，逃离现场。
汉娜发现塔里的电台被闪电击中，无法使用，决定带康纳徒步走到镇上，但在穿越一片空地的时候被闪电击中。由于前方的路已被大火封锁，他们只好回到原地。伊森接到艾莉森的求助电话，带着警长回家，结果警长被布莱克威尔兄弟杀害，并被对方要求带路。
三个人来到汉娜的瞭望塔，兄弟俩要求伊森到塔上头搜索，自己则跑到树上观察。伊森上到瞭望塔，看到汉娜和康纳藏了起来，自己则装成塔里没人的样子。然而，帕特里克发现伊森有在里面讲话，于是朝塔裡开火，伊森受了伤，汉娜和康纳成功逃走。布莱克威尔去找两人，但被一路跟踪他们的艾莉森用枪火拦了下来。帕特里克和傑克分头行动，帕特里克去找汉娜和康纳，杰克负责杀了艾莉森，但杰克被艾莉森反杀。
汉娜眼看帕特里克要跑过来，便让康纳一个人跑，自己留下来分散对方注意力，但康纳看到帕特里克快要杀害汉娜，决定回头帮忙。汉娜用斧头砍伤帕特里克，留他一个人被逐渐逼近的大火烧死。艾莉森和伊森在瞭望塔团聚，大火将两人围困住。两人拿出氧气面罩，紧紧抱在一起。汉娜和康纳跳进小溪，躲在水底下，看着大火吞噬了整座森林。
清晨，大火烧尽，汉娜在空降消防队的同事前来营救她和康纳，伊森因伤势过重去世。后来，电视台采访队和救援队陆续抵达，康纳准备将父亲托付的证据公之于众，汉娜表示会帮他度过迷茫的未来。

## 演員
- 安潔莉娜·裘莉飾演漢娜·費柏（Hannah Faber）
- 芬恩·利特（Finn Little）飾演康納·卡瑟利（Connor Casserly）
- 尼可拉斯·霍特飾演派翠克·布萊克威爾（Patrick Blackwell）
- 艾登·吉倫飾演傑克·布萊克威爾（Jack Blackwell）
- 強·柏恩瑟飾演伊森·索耶（Ethan Sawyer）
- 泰勒·派瑞飾演菲利普警員（Officer Phillip）
- 梅迪納·桑戈爾（Medina Senghore）飾演艾莉森·索耶（Allison Sawyer）
- 傑克·韋伯（英语：Jake Weber）飾演卡瑟利先生（Mr. Casserly）
- 詹姆士·喬丹飾演班（Ben）
- 多利·奇托飾演瑞安（Ryan）

## 製作
2019年1月，宣佈安潔莉娜·裘莉將出演由泰勒·謝里丹編劇和執導的電影《那些要我死的人》。4月，尼可拉斯·霍特、泰勒·派瑞、強·柏恩瑟和艾登·吉倫加入演員陣容。5月，宣佈華納兄弟和新線影業已獲得該片的發行權。拍攝於2019年5月在新墨西哥州開始進行，並於2019年7月殺青。8月，宣佈詹姆士·喬丹加入演員陣容。

## 發行
《那些要我死的人》由華納兄弟於2021年5月14日在美國上映，並於同日在HBO Max上線。
影片在烂番茄的新鲜度为63%，平均得分5.7/10（114条评论），Metacritic平均得分为58/100（32条评论），影院评分观众票选平均得分为“B”（评级为A+到F）。

## 外部連結
- 互联网电影数据库（IMDb）上《那些要我死的人》的资料（英文）